# Rucananco Airport
Rucananco Airport är en flygplats i Chile.   Den ligger i provinsen Provincia del Ranco och regionen Región de Los Ríos, i den södra delen av landet, 800 km söder om huvudstaden Santiago de Chile. Rucananco Airport ligger 125 meter över havet.
Terrängen runt Rucananco Airport är platt. Runt Rucananco Airport är det glesbefolkat, med 20 invånare per kvadratkilometer.. Närmaste större samhälle är Crucero, 11,4 km norr om Rucananco Airport.
I omgivningarna runt Rucananco Airport växer huvudsakligen savannskog.